# Minnesota Timberwolves 2013-2014
La stagione 2013-14 dei Minnesota Timberwolves fu la 25ª nella NBA per la franchigia.
I Minnesota Timberwolves arrivarono terzi nella Northwest Division della Western Conference con un record di 40-42, non qualificandosi per i play-off.

## Roster
| N° | Naz.                   | Ruolo | Sportivo         | Anno | Alt. | Peso \|\| |
| -- | ---------------------- | ----- | ---------------- | ---- | ---- | --------- |
| 0  | Stati Uniti (bandiera) | G     | Othyus Jeffers   | 1985 | 196  | 91        |
| 1  | Russia (bandiera)      | G     | Aleksej Šved     | 1988 | 198  | 86        |
| 5  | Senegal (bandiera)     | C     | Gorgui Dieng     | 1990 | 211  | 111       |
| 6  | Stati Uniti (bandiera) | A     | Robbie Hummel    | 1989 | 203  | 98        |
| 7  | Stati Uniti (bandiera) | A     | Derrick Williams | 1991 | 203  | 109       |
| 9  | Spagna (bandiera)      | G     | Ricky Rubio      | 1990 | 193  | 82        |
| 10 | Stati Uniti (bandiera) | G     | Chase Budinger   | 1988 | 201  | 99        |
| 11 | Porto Rico (bandiera)  | G     | José Barea       | 1984 | 183  | 79        |
| 12 | Camerun (bandiera)     | A     | Luc Mbah a Moute | 1986 | 203  | 104       |
| 13 | Stati Uniti (bandiera) | A     | Corey Brewer     | 1986 | 206  | 84        |
| 14 | Montenegro (bandiera)  | A     | Nikola Peković   | 1986 | 211  | 110       |
| 15 | Stati Uniti (bandiera) | G     | Shabazz Muhammad | 1992 | 198  | 102       |
| 22 | Stati Uniti (bandiera) | G     | A.J. Price       | 1986 | 188  | 82        |
| 23 | Stati Uniti (bandiera) | G     | Kevin Martin     | 1983 | 201  | 84        |
| 32 | Francia (bandiera)     | A     | Ronny Turiaf     | 1983 | 208  | 113       |
| 33 | Stati Uniti (bandiera) | A     | Dante Cunningham | 1987 | 203  | 104       |
| 42 | Stati Uniti (bandiera) | A     | Kevin Love       | 1988 | 208  | 118       |

## Staff tecnico
- Allenatore: Rick Adelman
- Vice-allenatori: Terry Porter, Jack Sikma, T.R. Dunn, David Adelman
- Vice-allenatore per lo sviluppo dei giocatori: Bobby Jackson
- Advance scout: Pat Zipfel
- Preparatore fisico: Dave Vitel
- Preparatore atletico: Gregg Farnam